# Sphecosoma alica
Sphecosoma alica là một loài bướm đêm thuộc phân họ Arctiinae, họ Erebidae.